# Stadio del Canindé
Lo Stadio del Canindé (in portoghese Estadio do Canindé), il cui nome completo è stadio dr. Oswaldo Teixeira Duarte, è un impianto sportivo multifunzione di San Paolo del Brasile.
Capace di 21000 spettatori, è di proprietà dell'Associação Portuguesa de Desportos, dei cui incontri calcistici è il terreno interno; benché principalmente concepito per il calcio, è anche utilizzato per altri sport come il rugby, del quale ha ospitato appuntamenti internazionali.

## Storia
La Portuguesa comprò il terreno sul quale oggi giorno sorge lo stadio nel 1956. Per poter giocare le partite la società dovette assecondare i dettami della Federazione calcistica paulista si rese necessaria la costruzione di una tribuna in legno e di una recinzione. L'incontro inaugurale, tenutosi l'11 novembre 1956, vide la Lusa sfidare una selezione del Palmeiras-Corinthians.